# Dekanat Mińsk Mazowiecki – św. Antoniego z Padwy
Dekanat Mińsk Mazowiecki – św. Antoniego z Padwy – jeden z 12 dekanatów katolickich diecezji warszawsko-praskiej.
Dziekanem od listopada 2017 jest ks. prał. Sławomir Żarski - proboszcz parafii Św. Apostołów Piotra i Pawła w Dębem Wielkim.

## Parafie
| Lp | Miejscowość / parafia                          | Proboszcz / administrator  | Zdjęcie |
| -- | ---------------------------------------------- | -------------------------- | ------- |
| 1  | Choszczówka Stojecka św. Józefa                | ks. Robert Długosz         |         |
| 2  | Chrośla bł. Honorata Koźmińskiego              | ks. Robert Pawlak          |         |
| 3  | Dębe Wielkie Świętych Apostołów Piotra i Pawła | ks. Sławomir Żarski        |         |
| 4  | Grzebowilk św. Kazimierza                      | ks. Włodzimierz Serżysko   |         |
| 5  | Kołbiel Świętej Trójcy                         | ks. Krzysztof Abramowski   |         |
| 6  | Królewiec Matki Bożej Jasnogórskiej            | ks. Arkadiusz Świątkiewicz |         |
| 7  | Mińsk Mazowiecki św. Antoniego                 | ks. Janusz Kopczyński      |         |
| 8  | Mińsk Mazowiecki św. Jana Chrzciciela          | ks. Marian Sobieszek       |         |
| 9  | Rudzienko Miłosierdzia Bożego                  | ks. Sławomir Brajczewski   |         |
| 10 | Wielgolas Brzeziński Matki Odkupiciela         | ks. Marek Twarowski        |         |
| 11 | Zamienie Zwiastowania Pańskiego                | ks. Stanisław Jurkiewicz   |         |
| 12 | Żuków Miłosierdzia Bożego                      | ks. Zbigniew Śpiewak       |         |